# The Heretic Anthem
«The Heretic Anthem» (с англ. — «Гимн еретика») (также известная как «Heretic Song» (с англ. — «Песня еретика»)) — это сингл американской группы Slipknot, с их второго альбома Iowa 2001. Песню можно также услышать на концертном альбоме 9.0: Live и DVD Disasterpieces.

## Интерпретация текста
Фраза из припева песни, «If you’re 555, then I’m 666» (рус. Если вы 555, то я 666) никакого отношения к сатанизму не имеет. И характеризуется как: продажные люди — 555, люди, поющие не ради денег — 666. Эта песня, по словам вокалиста группы Кори Тейлора, звучит как протест в отношении всей музыкальной индустрии и продажным группам. Идея песни в том, что никто не может командовать человеком, никто не вправе заставлять его быть как все.
Вот также пару деталей по The Heretic Anthem, которые Кори заявил в Париже, 29 мая 2001 года, перед релизом альбома Iowa:
Пару месяцев назад ко мне подошли несколько злых людей, ублюдков, готовых удавить друг друга за деньги и заявили мне: «Знаешь, если ты хочешь, чтобы твой альбом был удачным и хорошо разошёлся, сядь и напиши хорошую песенку для радио» … Ну а теперь представьте, мы 9 человек из «середины ниоткуда», то есть нашей родной Айовы, делаем всё, чтобы не продаваться и тут вдруг такое заявление, ну я ему и ответил: «Хм, я благодарю вас мистер бизнесмен, но если вы меня извините… отсосите мой чёртов член!» И результатом этого стала песня, так что «если вы 555, то я 666», эта песня называется «Heretic Song»!!!!

## Издания
Песня издавалась дважды как промосингл. Rough mix песни (тогда названной «Heretic Song») был издан как промо в Германии в 2001 и позже в 2002, для рекламы вышедшего DVD группы Disasterpieces. Издание 2002 года включало концертное исполнение песни.

## Список композиций

### Промо-сингл
1. «Heretic Song» (Rough Mix) — 4:19

### Британский промо-сингл
1. «Heretic Anthem» (Clean Version)

### Концертный сингл
1. «The Heretic Anthem» (Live)
  - «The Heretic Anthem» (Live video)
  - «DVD Trailer» (Video)